# World Games 2017/Teilnehmer (Schweiz)
| Gelbes Symbol für Goldmedaillen mit stilisierten Olympischen Ringen | Graues Symbol für Silbermedaillen mit stilisierten Olympischen Ringen | Braundes Symbol für Bronzemedaillen mit stilisierten Olympischen Ringen |
| ------------------------------------------------------------------- | --------------------------------------------------------------------- | ----------------------------------------------------------------------- |
| 3                                                                   | 8                                                                     | 3                                                                       |

Die Schweiz nahm an den World Games 2017 in Breslau teil. Die Delegation der Schweiz bestand aus 89 Athleten.

## Medaillengewinner

### Gold
| Name | Sportart          | Wettkampf      |
| --- | ----------------- | -------------- |
| Matthias Kyburz                                                                                              | Orientierungslauf | Mittelstrecke  |
| Ilke Bulut                                                                                                   | Jiu Jitsu         | 77 kg Ne-Waza  |
| Peter Erni Erich Joller Peter Joller Stefan Krause Christoph Rölli Fabian Rölli Philipp Rölli Vinzenz Arnold | Tauziehen         | Outdoor 700 kg |

### Silber
| Name | Sportart            | Wettkampf                  |
| --- | ------------------- | -------------------------- |
| Livio Wenger | Inline-Speedskating | 10.000 m Punkterennen Bahn |
| Elena Roos | Orientierungslauf   | Sprint                     |
| Florian Howald | Orientierungslauf   | Mittelstrecke              |
| Sabine Hauswirth Florian Howald Matthias Kyburz Elena Roos | Orientierungslauf   | Mixed-Staffel              |
| Vinzenz Arnold Peter Erni Erich Joller Stefan Krause Roman Müller Christoph Rölli Fabian Rölli Philipp Rölli Beat Steinmann Lukas Vogel                                                      | Tauziehen           | Outdoor 640 kg             |
| Kevin Berry Nicola Bischofberger Tim Braillard Patrick Eder Manuel Engel Curdin Furrer Luca Graf Dan Hartmann Matthias Hofbauer Claudio Laely Manuel Maurer Christoph Meier Patrick Mendelin | Unihockey           | Mannschaft                 |
| Raphael Schlattinger Lukas Lässer Ueli Rebsamen Maik Müller Mario Kohler Marco Eymann Nicolas Fehr Kenneth Schoch Luca Flückiger                                                             | Faustball           | Mannschaft                 |
| Daniel de Maddalena | Jiu Jitsu           | 85 kg Ne-Waza              |

### Bronze
| Name | Sportart          | Wettkampf     |
| --- | ----------------- | ------------- |
| Matthias Kyburz | Orientierungslauf | Sprint        |
| Sabine Hauswirth | Orientierungslauf | Mittelstrecke |
| Ken Häflinger Fabien Maier Pascal Wittwer Stefan Hürlimann Jean Savary Corentin Collaud Daniel Steiner Alain Bahar Lukas Dietrich Stefan Tschannen Dario Kummer Michael Loosli Quentin Zürcher Andreas Zehnder | Inlinehockey      | Mannschaft    |

## Teilnehmer nach Sportarten

### Billard
| Athleten              | Wettbewerb | Achtelfinale  | Achtelfinale | Viertelfinale | Viertelfinale | Halbfinale    | Halbfinale    | Finale / Platz 3 | Finale / Platz 3 | Rang          |
| Athleten              | Wettbewerb | Gegner        | Ergebnis     | Gegner        | Ergebnis      | Gegner        | Ergebnis      | Gegner           | Ergebnis         | Rang          |
| --------------------- | ---------- | ------------- | ------------ | ------------- | ------------- | ------------- | ------------- | ---------------- | ---------------- | ------------- |
| Männer                |            |               |              |               |               |               |               |                  |                  |               |
| Ronald Regli          | 9-Ball     | Ko Pin-yi     | 2:11         | ausgeschieden | ausgeschieden | ausgeschieden | ausgeschieden | ausgeschieden    | ausgeschieden    | ausgeschieden |
| Mixed                 |            |               |              |               |               |               |               |                  |                  |               |
| Alexander Ursenbacher | Snooker    | Andrew Pagett | 3:1          | Soheil Vahedi | 1:3           | ausgeschieden | ausgeschieden | ausgeschieden    | ausgeschieden    | ausgeschieden |

### Boules
| Athleten                      | Wettbewerb   | Vorrunde                                | Vorrunde | Halbfinale    | Halbfinale    | Finale / Platz 3 | Finale / Platz 3 | Rang          |
| Athleten                      | Wettbewerb   | Gegner                                  | Ergebnis | Gegner        | Ergebnis      | Gegner           | Ergebnis         | Rang          |
| ----------------------------- | ------------ | --------------------------------------- | -------- | ------------- | ------------- | ---------------- | ---------------- | ------------- |
| Frauen                        |              |                                         |          |               |               |                  |                  |               |
| Laura Riso                    | Raffa Einzel | abgesagt                                | abgesagt | abgesagt      | abgesagt      | abgesagt         | abgesagt         | abgesagt      |
| Susanna Longoni Laura Riso    | Raffa Doppel | Gorzata Kowalczyk / Olga Wasik          | 12:0     | ausgeschieden | ausgeschieden | ausgeschieden    | ausgeschieden    | ausgeschieden |
| Susanna Longoni Laura Riso    | Raffa Doppel | Romina Bolatti / Maria Victoria Maiz    | 10:12    | ausgeschieden | ausgeschieden | ausgeschieden    | ausgeschieden    | ausgeschieden |
| Susanna Longoni Laura Riso    | Raffa Doppel | Wefei Cen / Wei Zhang                   | 5:12     | ausgeschieden | ausgeschieden | ausgeschieden    | ausgeschieden    | ausgeschieden |
| Männer                        |              |                                         |          |               |               |                  |                  |               |
| Valentino Ortelli             | Raffa Einzel | abgesagt                                | abgesagt | abgesagt      | abgesagt      | abgesagt         | abgesagt         | abgesagt      |
| Valentino Ortelli Luca Rodoni | Raffa Doppel | Gianluca Formicone / Giuliano Di Nicola | 2:12     | ausgeschieden | ausgeschieden | ausgeschieden    | ausgeschieden    | ausgeschieden |
| Valentino Ortelli Luca Rodoni | Raffa Doppel | Cezary Nowakowski / Cyryl Zotogorski    | 12:0     | ausgeschieden | ausgeschieden | ausgeschieden    | ausgeschieden    | ausgeschieden |
| Valentino Ortelli Luca Rodoni | Raffa Doppel | Gianluca Formicone / Giuliano Di Nicola | 5:12     | ausgeschieden | ausgeschieden | ausgeschieden    | ausgeschieden    | ausgeschieden |

### Faustball
| Wettbewerb   | Männer |
| ------------ | --- |
| Athleten     | Raphael Schlattinger Lukas Lässer Ueli Rebsamen Maik Müller Mario Kohler Marco Eymann Nicolas Fehr Kenneth Schoch Luca Flückiger                                                                        |
| Trainer      | Oliver Lang |
| Gruppenphase | Brasilien 2:3 (11:6, 7:11, 11:9, 8:11, 11:13) Chile 3:0 (11:4, 11:3, 11:8) Argentinien 3:0 (11:5, 11:8, 11:2) Österreich 3:1 (12:10, 11:5, 8:11, 11:8) Deutschland 2:3 (15:14, 10:12, 11:8, 7:11, 6:11) |
| Halbfinale   | Österreich 3:0 (15:13, 11:9, 13:11) |
| Finale       | Deutschland 3:4 (11:9, 11:7, 6:11, 11:7, 8:11, 10:12, 9:11) |
| Platzierung  | Silber |

### Indoor-Rudern
| Athleten      | Wettbewerb                  | Zeit       | Rang |
| ------------- | --------------------------- | ---------- | ---- |
| Männer        |                             |            |      |
| David Aregger | 500 m Offene Gewichtsklasse | 1:16,6 min | 5    |

### Inlinehockey
| Wettbewerb       | Männer |
| ---------------- | --- |
| Athleten         | Ken Häflinger Fabien Maier Pascal Wittwer Stefan Hürlimann Jean Savary Corentin Collaud Daniel Steiner Alain Bahar Lukas Dietrich Stefan Tschannen Dario Kummer Michael Loosli Quentin Zürcher Andreas Zehnder |
| Gruppenphase     | Frankreich 2:3 Italien 6:2 Argentinien 6:0 |
| Halbfinale       | Tschechien 2:5 |
| Spiel um Platz 7 | Kanada 4:3 |
| Platzierung      | Bronze |

### Inline-Speedskating

#### Bahn
| Athleten     | Wettbewerb           | Qualifikation | Qualifikation | Viertelfinale | Viertelfinale | Halbfinale   | Halbfinale | Finale        | Finale        | Rang          |
| Athleten     | Wettbewerb           | Zeit          | Rang          | Zeit          | Rang          | Zeit         | Rang       | Zeit/Punkte   | Rang          | Rang          |
| ------------ | -------------------- | ------------- | ------------- | ------------- | ------------- | ------------ | ---------- | ------------- | ------------- | ------------- |
| Männer       |                      |               |               |               |               |              |            |               |               |               |
| Livio Wenger | 300 m Zeitfahren     | 25,777s       | 10            | –             | –             | –            | –          | 25,728 s      | 10            | 10            |
| Livio Wenger | 1000 m Sprint        | –             | –             | 1:23,454 min  | 9             | 1:23,684 min | 15         | ausgeschieden | ausgeschieden | ausgeschieden |
| Livio Wenger | 10000 m Punkterennen | –             | –             | –             | –             | –            | –          | 11 Punkte     | 2             | Silber        |
| Livio Wenger | 15000 m Rennen       | –             | –             | –             | –             | –            | –          | ausgeschieden | ausgeschieden | ausgeschieden |

#### Strasse
| Athleten     | Wettbewerb           | Finale           | Finale           | Rang             |
| Athleten     | Wettbewerb           | Zeit/Punkte      | Rang             | Rang             |
| ------------ | -------------------- | ---------------- | ---------------- | ---------------- |
| Frauen       |                      |                  |                  |                  |
| Nadja Wenger | 500 m Sprint         | nicht angetreten | nicht angetreten | nicht angetreten |
| Nadja Wenger | 10000 m Punkterennen | 0 Punkte         | 19               | 19               |
| Nadja Wenger | 20000 m Rennen       | ausgeschieden    | ausgeschieden    | ausgeschieden    |
| Männer       |                      |                  |                  |                  |
| Livio Wenger | 500 m Sprint         | nicht angetreten | nicht angetreten | nicht angetreten |
| Livio Wenger | 10000 m Punkterennen | 4 Punkte         | 7                | 7                |
| Livio Wenger | 20000 m Rennen       | ausgeschieden    | ausgeschieden    | ausgeschieden    |

### Jiu Jitsu
| Athleten                        | Wettbewerb     | Vorrunde                        | Vorrunde | Vorrunde                        | Vorrunde | Halbfinale                           | Halbfinale | Finale / Platz 3                | Finale / Platz 3 | Rang   |
| Athleten                        | Wettbewerb     | Gegner                          | Ergebnis | Gegner                          | Ergebnis | Gegner                               | Ergebnis   | Gegner                          | Ergebnis         | Rang   |
| ------------------------------- | -------------- | ------------------------------- | -------- | ------------------------------- | -------- | ------------------------------------ | ---------- | ------------------------------- | ---------------- | ------ |
| Männer                          |                |                                 |          |                                 |          |                                      |            |                                 |                  |        |
| Nicolas Baez                    | 85 kg Fighting | Denis Belov                     | 4:10     | William Seth Wenzel             | 6:15     | ausgeschieden                        | 11:9       | Mohsen Hamid Aghchay            | 14:0             | Gold   |
| Ilke Bulut                      | 77 kg Ne-Waza  | Wim Deputter                    | 2:0      | Dinu Bucalet                    | 13:0     | Mohamed Al Qubaisi                   | 14:0       | Wim Deputter                    | 12:2             | Gold   |
| Daniel de Maddalena             | 85 kg Ne-Waza  | Dan Melvin Schon Weinberg       | 100:0    | David Ben Zaken                 | 100:0    | Haidar Haitham Abdelkarim Al-Rasheed | 4:2        | Dan Melvin Schon Weinberg       | 0:2              | Silber |
| Danny Feliz Capitao             | +94 kg Ne-Waza | Frederic Husson                 | 0:0      | Seif Houmine                    | 0:100    | ausgeschieden                        | 100:4      | Jairo Viviescas Ortiz           | 100:0            | Gold   |
| Mixed                           |                |                                 |          |                                 |          |                                      |            |                                 |                  |        |
| Sofia Jokl Thomas Schönenberger | Duo            | Charis Gravensteyn / Ian Lodens | 93:94    | Philippe Bleyer / Andrea Gruber | 93,5:89  | Sara Paganini / Michele Vallieri     | 91,5:94,5  | Charis Gravensteyn / Ian Lodens | 94,5:97          | 4      |

### Karate
| Athleten      | Wettbewerb   | Vorrunde       | Vorrunde | Vorrunde         | Vorrunde | Vorrunde    | Vorrunde | Halbfinale    | Halbfinale    | Finale / Platz 3 | Finale / Platz 3 | Rang          |
| Athleten      | Wettbewerb   | Gegner         | Ergebnis | Gegner           | Ergebnis | Gegner      | Ergebnis | Gegner        | Ergebnis      | Gegner           | Ergebnis         | Rang          |
| ------------- | ------------ | -------------- | -------- | ---------------- | -------- | ----------- | -------- | ------------- | ------------- | ---------------- | ---------------- | ------------- |
| Frauen        |              |                |          |                  |          |             |          |               |               |                  |                  |               |
| Elena Quirici | Kumite 68 kg | Marina Rakovic | 0:1      | Katrine Pedersen | 1:3      | Kayo Someya | 0:0      | ausgeschieden | ausgeschieden | ausgeschieden    | ausgeschieden    | ausgeschieden |

### Orientierungslauf
| Athleten                                                   | Wettbewerb    | Zeit         | Rang   |
| ---------------------------------------------------------- | ------------- | ------------ | ------ |
| Frauen                                                     |               |              |        |
| Sabine Hauswirth                                           | Sprint        | 14:45,30 min | 5      |
| Elena Roos                                                 | Sprint        | 14:32,50 min | Silber |
| Sabine Hauswirth                                           | Mittelstrecke | 35:54,00 min | Bronze |
| Elena Roos                                                 | Mittelstrecke | 38:54,00 min | 10     |
| Männer                                                     |               |              |        |
| Matthias Kyburz                                            | Sprint        | 14:57,20 min | Bronze |
| Fabian Hertner                                             | Sprint        | 15:37,80 min | 16     |
| Florian Howald                                             | Sprint        | 15:22,50 min | 10     |
| Matthias Kyburz                                            | Mittelstrecke | 34,05,00 min | Gold   |
| Fabian Hertner                                             | Mittelstrecke | 37:54,00 min | 16     |
| Florian Howald                                             | Mittelstrecke | 34:43,00 min | Silber |
| Mixed                                                      |               |              |        |
| Sabine Hauswirth Florian Howald Matthias Kyburz Elena Roos | Staffel       | 1:03:23 h    | Silber |

### Squash
| Athleten      | 1. Runde         | 1. Runde | Achtelfinale  | Achtelfinale  | Viertelfinale | Viertelfinale | Halbfinale    | Halbfinale    | Finale        | Finale        | Rang          |
| Athleten      | Gegner           | Ergebnis | Gegner        | Ergebnis      | Gegner        | Ergebnis      | Gegner        | Ergebnis      | Gegner        | Ergebnis      | Rang          |
| ------------- | ---------------- | -------- | ------------- | ------------- | ------------- | ------------- | ------------- | ------------- | ------------- | ------------- | ------------- |
| Frauen        |                  |          |               |               |               |               |               |               |               |               |               |
| Céline Walser | Millie Tomlinson | 0:3      | ausgeschieden | ausgeschieden | ausgeschieden | ausgeschieden | ausgeschieden | ausgeschieden | ausgeschieden | ausgeschieden | ausgeschieden |

### Tanzen

#### Rock ’n’ Roll
| Athleten                             | 1. Runde | 1. Runde | Hoffnungsrunde | Hoffnungsrunde | Halbfinale | Halbfinale | Finale        | Finale        | Rang |
| Athleten                             | Punkte   | Rang     | Punkte         | Rang           | Punkte     | Rang       | Punkte        | Rang          | Rang |
| ------------------------------------ | -------- | -------- | -------------- | -------------- | ---------- | ---------- | ------------- | ------------- | ---- |
| Paar                                 |          |          |                |                |            |            |               |               |      |
| Gwendoline Schlegel Stephan Schlegel | 52,43    | 8        | 69,22          | 4              | 85,64      | 8          | ausgeschieden | ausgeschieden | 8    |

### Tauziehen
| Wettbewerb   | Frauen Indoor 540 kg | Männer Outdoor 640 kg | Männer Outdoor 700 kg                                                                                        |
| ------------ | --- | --- | --- |
| Athleten     | Claudia Hödel Silvia Krummenacher Brigitte Ziegler Nicole Hess Michèle Odermatt Melanie Kiser Cornelia Brändle-Odermatt Petra Käslin Andrea Joller-Odermatt Tanja Koller Claudia Arnold Jessica Beerli Erika Zumbühl Stephanie Kummenacher | Vinzenz Arnold Peter Erni Erich Joller Stefan Krause Roman Müller Christoph Rölli Fabian Rölli Philipp Rölli Beat Steinmann Lukas Vogel | Peter Erni Erich Joller Peter Joller Stefan Krause Christoph Rölli Fabian Rölli Philipp Rölli Vinzenz Arnold |
| Gruppenphase | Niederlande 1:1 Südafrika 0:3 China 0:3 Chinesisch Taipeh 0:3 Irland 3:0 | Schweden 3:0 Vereinigtes Königreich 3:0 Deutschland 3:0 Irland 3:0 Niederlande 3:0                                                      | Schweden 3:0 Belgien 3:0 Deutschland 3:0 Vereinigtes Königreich 3:0 Niederlande 3:0                          |
| Halbfinale   | ausgeschieden | Deutschland 3:0 | Belgien 3:0                                                                                                  |
| Finale       | ausgeschieden | Vereinigtes Königreich 1:2 | Niederlande 3:0                                                                                              |
| Platzierung  | ausgeschieden | Silber | Gold |

### Unihockey
| Wettbewerb       | Männer |
| ---------------- | --- |
| Athleten         | Kevin Berry Nicola Bischofberger Tim Braillard Patrick Eder Manuel Engel Curdin Furrer Luca Graf Dan Hartmann Matthias Hofbauer Claudio Laely Manuel Maurer Christoph Meier Patrick Mendelin |
| Gruppenphase     | Vereinigte Staaten 17:0 (6:0, 7:0, 4:0) Schweden 0:3 (0:0, 0:1, 0:2) |
| Halbfinale       | Finnland 5:2 (1:0, 2:0, 2:2) |
| Spiel um Platz 5 | Schweden 5:7 (2:1, 3:4, 0:2) |
| Platzierung      | Silber |

### Wasserski
| Athleten       | Wettbewerb          | Qualifikation   | Qualifikation | Finale                      | Finale                      | Rang          | Rang          | Rang          | Rang          | Rang          |
| Athleten       | Wettbewerb          | Ergebnis        | Rang          | Ergebnis                    | Rang                        | Rang          | Rang          | Rang          | Rang          | Rang          |
| -------------- | ------------------- | --------------- | ------------- | --------------------------- | --------------------------- | ------------- | ------------- | ------------- | ------------- | ------------- |
| Männer         |                     |                 |               |                             |                             |               |               |               |               |               |
| Beny Stadlbaur | Slalom              | 3,00/ 58/ 18.25 | 6             | 4,00/58/11.25               | 6                           | 6             | 6             | 6             | 6             | 6             |
| Athleten       | Wettbewerb          | Viertelfinale   | Viertelfinale | Letzte Chance Viertelfinale | Letzte Chance Viertelfinale | Halbfinale    | Halbfinale    | Finale        | Finale        | Rang          |
| Athleten       | Wettbewerb          | Ergebnis        | Rang          | Ergebnis                    | Rang                        | Ergebnis      | Rang          | Ergebnis      | Rang          | Rang          |
| Männer         |                     |                 |               |                             |                             |               |               |               |               |               |
| Jamie Huser    | Wakeboard Freestyle | 36,78           | 11            | 41,11                       | 3                           | ausgeschieden | ausgeschieden | ausgeschieden | ausgeschieden | ausgeschieden |